# American Housewife
American Housewife é uma sitcom de televisão estadunidense criada e escrita por Sarah Dunn. Estreou nas terças-feiras, em 11 de outubro de 2016, na ABC. Foi co-produzida por Aaron Kaplan, Kenny Schwartz, Rick Wiener, Randall Winston e Jonathan Fener, além de ser produzida pela The Kapital Entertainment–ABC Signature. Sua produção foi aprovada em 12 de maio de 2016. Uma pré-estreia foi lançada em 17 de maio de 2016. Em 4 de novembro de 2016, a ABC ordenou 22 episódios com um episódio adicional ordenado em 13 de dezembro de 2016, levando a primeira temporada a ter 23 episódios. Seu último episódio foi ao ar em 31 de março de 2021.
No Brasil, a série é exibida pelo Sony Channel.
Em 14 de maio de 2021, a série foi cancelada após cinco temporadas.

## Enredo
A série narra a vida cotidiana de Katie Otto (Katy Mixon), uma esposa e mãe de classe-média que tenta se destacar entre as donas de casa e seus filhos privilegiados em Westport, Connecticut. Ela mora com Greg (Diedrich Bader), seu inteligente e equilibrado marido, que também é professor universitário de história, e seus três filhos. Taylor (Meg Donnelly), a filha mais velha, é bonita, teimosa e não muito inteligente; Oliver (Daniel DiMaggio), o filho do meio, é ambicioso e sarcástico; e Anna-Kat (Julia Butters, Giselle Eisenberg), a mais nova, é uma garota doce, embora possua um comportamento obsessivo-compulsivo.
Katie frequentemente desabafa suas frustrações e busca conselhos de suas duas amigas mais próximas: Doris (Ali Wong), cujo estilo parental rígido contrasta fortemente com o de Katie; e Angela (Carly Hughes), uma mãe lésbica divorciada e advogada com um estilo parental calmo.

## Elenco

### Principal
- Katy Mixon como Kate "Katie" Otto
- Diedrich Bader como Greg Otto, o marido de Katie
- Meg Donnelly como Taylor Otto, a filha adolescente de Katie e Greg (o papel foi caracterizado por Johnny Sequoyah no episódio piloto)[7]
- Daniel DiMaggio como Oliver Otto, o filho do meio adolescente de Katie e Greg
- Julia Butters (temporadas 1–4) e Giselle Eisenberg (temporada 5) como Anna-Kat Otto, a filha mais nova de Katie e Greg[8]
- Ali Wong como Doris, uma das melhores amigas de Katie
- Carly Hughes como Angela (temporadas 1–4), uma das melhores amigas de Katie[9]

### Recorrente
- Leslie Bibb como Viv, vizinha de Katie
- Jessica St. Clair como Chloe Brown Mueller, inimiga de Katie
- Wendie Malick como Kathryn, a mãe de Katie
- Logan Pepper como Cooper Bradford, o melhor amigo rico de Oliver, cujos pais sempre estão fora da cidade. Ele vai morar com os Ottos na temporada 5
- Amarr M. Wooten como Eyo (temporadas 1–2, 5), antigo namorado de Taylor
- Evan O'Toole como Franklin, melhor amigo de Anna-Kat
- Carly Craig como Tara Summers
- Sara Rue como Nancy Granville
- Jeannette Sousa como Suzanne
- Barret Swatek como Sage
- Jerry Lambert como Diretor Ablin
- Peyton Meyer como Trip Windsor (temporadas 2–5), namorado de Taylor
- George Hamilton como Spencer Blitz (temporadas 2–3), vizinho e ex-investidor bilionário que acabou de voltar para casa, após ter passado 20 anos em uma prisão federal
- Nikki Hahn como Gina (temporadas 2–3), primeira namorada de Oliver e também dançarina de balé
- Bruno Amato como Louie Tuscadero (temporadas 2–3), tio de Gina e dono da "Tuscadero's Pizza"
- Ravi Patel como Grant, assistente de Greg
- Julie Meyer como Maria, empregada de Chloe Brown Mueller, e mais tarde esposa do Diretor Ablin

- Jason Dolley como Kevin (temporadas 3–4), colega de trabalho de Katie na agência de planejamento de festas
- Milo Manheim como Pierce (temporada 3), o interesse amoroso de Taylor durante sua breve separação de Trip
- Reylynn Caster como Brie, segunda namorada de Oliver
- Matt Shively como Lonnie Spears (temporadas 4–5), um famoso YouTuber que contrata Greg para escrever sua autobiografia; mais tarde, ele ajuda Greg com sua campanha para a Câmara Municipal
- Jim Rash como Walker Montgomery (temporada 5), garçom na cafeteria de Katie; embora venha de uma família rica, ele é forçado a servir mesas como uma punição
- Holly Robinson Peete como Tami Gaines (temporada 5), amiga íntima de Katie antes de sua mudança para Westport
- Kyrie McAlpin como Grace Gaines (temporada 5), filha mais nova e mais problemática de Tami
- Chibuikem Uche como Andre (temporada 5), um assistente de ensino de filosofia da faculdade de Taylor, com quem ela começa a se relacionar
- Jake Choi como J.D. (temporada 5), um gerente de hotel de luxo, aspirante a pai e recém-divorciado de seu marido, que se torna amigo de Katie e Tami[10]
- Tenzing Norgay Trainor como Trevor (temporadas 4–5), colega de classe de Oliver com quem ele desenvolve uma ideia de negócios

### Participações
- Kate Flannery como Sandy, a guarda de trânsito
- Jenny O'Hara como Sra. Smith
- Timothy Omundson como Stan Lawton, ex-marido de Chloe
- Jay Mohr como Alan, ex-marido de Viv
- Will Sasso como Billy, o melhor amigo de infância de Katie
- Tiffani Thiessen como Celeste, ex-esposa de Angela
- Barry Bostwick como Thomas Otto, o pai de Greg
- Julia Duffy como Amanda Otto, a mãe de Greg
- Mallory Jansen como Nina, professora de balé de Oliver
- Bebe Wood como Ellen
- Nathan Fillion como Ele mesmo
- Victoria Justice como Harper
- Patrick Duffy como Marty, o pai de Katie
- Cheyenne Jackson como Johnny Diamond
- Ryan Seacrest como Ele mesmo
- Katy Perry como Ela mesma
- Luke Bryan como Ele mesmo
- Lionel Richie como Ele mesmo
- Thomas Lennon como Simon
- Vanessa Lachey como Crissy
- Alessandra Ambrósio como Ela mesmo
- Alex Landi como Ele mesmo
- Kelly Ripa como Whitney
- Drew Carey como Sr. Green
- Ryan Stiles como Bill Doty
- Kathy Kinney como Moça da Merenda Escolar
- Ed Weeks como Greg Otto Britânico
- Ian Gomez como Brecken Phillips
- Lisa Vanderpump como Ela mesma
- Madison Thompson como Lindsey Coolidge
- Jessica Walter como Margaret
- Joel McHale como Doyle Bradford
- Oscar Nunez como Rupert, o policial

## Episódios
| Temporada | Temporada | Episódios | Data de estreia        | Data de encerramento |
| Temporada | Temporada | Episódios | Estreia de temporada   | Final de temporada   |
| --------- | --------- | --------- | ---------------------- | -------------------- |
|           | 1         | 23        | 11 de outubro de 2016  | 16 de maio de 2017   |
|           | 2         | 24        | 27 de setembro de 2017 | 16 de maio de 2018   |
|           | 3         | 23        | 26 de setembro de 2018 | 21 de maio de 2019   |
|           | 4         | 20        | 27 de setembro de 2019 | 13 de maio de 2020   |
|           | 5         | 13        | 28 de outubro de 2020  | 31 de março de 2021  |